# Viliam Schrojf
Viliam Schrojf, né le 2 août 1931 à Prague et mort le 1er septembre 2007 à Bratislava, était un footballeur international tchécoslovaque évoluant au poste de gardien de but.

## Biographie
Viliam Schrojf fut sélectionné 39 fois en équipe de Tchécoslovaquie entre 1953 et 1965. Avec sa sélection, il a participé à trois phases finales de la Coupe du monde en 1954, 1958 et 1962. Lors de cette dernière participation, les Tchécoslovaques atteignent la finale. Schrojf est titulaire en finale.

## Carrière
- 1949-1952 :  Admira XIII Prague
- 1952-1954 :  Křídla vlasti Olomouc
- 1955-1965 :  SK Slovan Bratislava
- 1965-1966 :  Lokomotive Kosice
- 1967-1968 :  Slavia Melbourne
- 1969-1973 :  First Vienna FC
- 1973-1977 :  ASV Kittsee